# Майлз, Морис
Морис Эдуард Майлз (англ. Maurice Edward Miles; 25 февраля 1908, Эпсом — 26 июня 1985, Херефорд) — английский дирижёр.
Учился в Королевской академии музыки у Генри Вуда и Джулиуса Гаррисона, затем также в зальцбургском Моцартеуме. В 1936—1939 гг. дирижировал курортными оркестрами в Бакстоне и Бате, в 1939 г. гастролировал в Южной Америке, в 1945 г. в Копенгагене. В 1940-е гг. работал в Лидсе, в 1947—1953 гг. был первым руководителем недолго просуществовавшего Йоркширского симфонического оркестра, в 1951 г. дирижировал концертом в рамках Фестиваля Британии. Затем короткое время преподавал в Королевской академии музыки. С 1955 г. работал в Белфасте, в 1966—1967 гг. был первым руководителем Ольстерского оркестра. Был известен, главным образом, как пропагандист современной английской музыки, в том числе сочинений Арнольда Бакса, Артура Баттеруорта, Джеффри Буша, в 1940 г. дирижировал премьерой кантаты Джеральда Финци Dies Natalis (солистка Элси Саддаби).
Опубликовал книгу о дирижёрском искусстве Are you beating Two or Four? (1977).